# Васил Радомиров
Васил Радомиров Белчев е български театрален актьор, играл на сцените във Велико Търново (1952 – 1959) и Стара Загора (1959 – 1980).

## Биография
Роден е на 23 септември 1920 г. в Стара Загора. Завършва Търговската гимназия и известно време работи като счетоводител. През 1945 г. напуска града. Отива в Трявна и се включва в читалищната трупа, ръководена от Никола Шиваров. Завършва курсове по актьорско майсторство.

## Великотърновска сцена
През 1952 г. той е един от основателите на професионалния Окръжен народен театър – Велико Търново. Изпълнява множество, основно главни роли, сред които и отразени в тогавашните печатни издания.
За ролята на поручик Владимир Панов в „За честта на пагона“ от Камен Зидаров получава положителни отзиви.
За пресъздаването на героя му в пиесата „Имат думата жените“ от Елина Залите списание „Театър“ казва: „Добра и задълбочена игра дава Васил Радомиров в ролята на писателя Клява.“.
В „Тревожна пролет“ от И. Пеев „Васил Радомиров е успял да предаде завладяващ образ на бившия партизански командир, сега полковник от запаса Нено.“ – се казва в статия на Хр. Консулов.
В образа на Богдан Геров във „Вяра“ на Т. Генов, актьорът Васил Радомиров е успял да пресъздаде смел, пъргав, жизнерадостен партизанин. Най-добре се е справил с командирското в образа.“ – отзив от в-к „Борба“.
„С особено задоволство зрителят приема образа на Герман в „Таня“ от А. Арбузов“, пише ст. лейтенант Ив. Бръмбаров.
Гриша Разлюляев в „Бедността не е порок“ от Александър Островски „Васил Радомиров правдиво трактува образа на богаташкия син – пияница и пройдоха Разлюляев. Зрителят е убеден, че и „след празниците“ Разлюляев няма да се залови за работа.“ – отбелязва отново в-к „Борба“.

## Старозагорска сцена
През есента на 1959 г. Васил Радомиров напуска Велико Търново и се премества в Стара Загора. Играе на Старозагорската сцена в Драматичен театър „Гео Милев“ не само до пенсионирането си през 1980 г., но и след това.Там изпълнява множество роли. Някои от тях са:
- Георги в „Криворазбраната цивилизация“ от Добри Войников
- Иван в „Светът е малък“ от Иван Радоев
- Ричард Нийтс в „Островът на Афродита“ от А. Парнис
- Филип Ларун в „Чудотворецът“ от Х. Фелдинг
- Султан Мурад 1 в „Иван Шишман“ от Камен Зидаров
- Дядо Галушко във „Време разделно“ от Антон Дончев
- Роберт във "Виденията на Симона Машар” от Бертолт Брехт
- Уилфред Сидър в „Наградените“ от С. Моамка
- Отец Сантяго в „Почивка в Арко Ирис“ от Димитър Димов
- Филарет в „Хан Аспарух“ от Радко Радков
- Стоил в „Студена земя“ от Христо Кацаров
- Дук Бургунд в „Крал Лир“ от Уилям Шекспир
- Генерал Чернокожев в „Рози за доктор Шомов“ от Драгомир Асенов
- Линевски в „Колко лета, колко зими“ от В. Панова
- Милицин – контр-адмирал в „Разлом“ от Б. Лаврентиев

Умира на 12 януари 2006 г. в Стара Загора.

## За него
“Това, което без колебание може да се каже е, че във всеки образ, независмо колко е голям по автор, Васил винаги влагаше нещо Свое, което го правеше Голям, Значим в цялото предствление! За него важи казаното от Константин Станиславски: „Няма малки и големи роли, има малки и големи актьори!“ Затова Васил Радомиров беше Голям Актьор!“ 
Нино Луканов – театрален и филмов актьор

### Критични отзиви
- „Пиесата „Имат думата жените“ от Елина Залите е постановка на младия режисьор Константин Загоров.

…Добра и задълбочена игра дава Васил Радомиров в ролята на писателя Клява.“
- „Вяра“ от Тодор Генов – за първи път на българска сцена.

„…В образа на Богдан Геров, актьорът Васил Радомиров е успял да пресъздаде смел, пъргав, жизнерадостен партизанин... Най-добре актьорът се е справил с командирското в образа.“
- „Таня“ от Арбузов. Пиеса за любовта на хората и техните отношения в социалистическото общество.

…С особено задоволство зрителят приема образа на Герман (акт. Васил Радомиров).“